# Paul Ulrich Villard

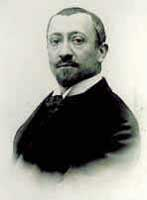
Paul Ulrich Villard.

Paul Ulrich Villard (Saint-Germain-au-Mont-d'Or, 28 settembre 1860 – Bayonne, 13 gennaio 1934) è stato un fisico e chimico francese, scopritore dei raggi gamma nel 1900 mentre studiava le radiazioni emesse dal radio.